# Traian Igaș
Constantin Traian Igaș, né le 29 septembre 1968 à Sibiu, est un homme politique roumain, membre du Parti démocrate-libéral (PDL) et ancien ministre de l'Intérieur de Roumanie.

## Biographie

### Études et activité professionnelle
Après avoir étudié les sciences économiques à l'université Aurel Vlaicu d'Arad et le droit à l'université de l'Ouest Vasile Goldiș, il travaille comme administrateur de l'organisation de la « Jeunesse libre d'Arad » (TLA) entre 1990 et 1995. Un an plus tard, il devient directeur technique de S.C. Astralegno S.R.L., dont il est promu administrateur en 2000. Il met fin à sa carrière en 2004.

### Vie politique

#### Élu local
Il est élu en 2000 au conseil municipal de la ville de Pecica, sous les couleurs du Parti démocrate (PD), et où il est désigné président de la commission de l'Urbanisme. Quatre ans plus tard, il entre au conseil départemental de județ d'Arad, dont il prend la présidence de la commission de la Culture.

#### Carrière nationale
Cette même année 2004, il devient membre de la Chambre des députés, ce qui le conduit à démissionner de son mandat local. Il est alors choisi comme vice-président de la commission de l'Administration publique, de l'Aménagement du territoire et de l'Équilibre écologique. Aux élections de 2008, il est élu au Sénat, devenant président du groupe du Parti démocrate-libéral (PDL) et de la commission du Règlement.
Lors du remaniement ministériel opéré le 27 novembre 2010 par Emil Boc, Traian Igaș est nommé ministre de l'Administration et de l'Intérieur. Il est remplacé, le 9 février 2012, par Gabriel Berca.